# 応答率
応答率（おうとうりつ）とは、コールセンターにおける業務指標のひとつで、入電（着信）数に対し、受電対応者（オペレータ）が電話を取り対応した数の割合のこと。

## 計算式
応答率（％）　＝　対応数（本）　÷　入電数（本）　×　100

## その意味
- コールセンターのインバウンド業務においては、この数値を一定基準以上確保することをセンターの最大目標に掲げている。

- コールセンター業務をアウトソーシングする場合には、その数値基準は多くの場合クライアント（業務依頼元）企業が設定し、それを達成することを業務受託側企業（コールセンター会社など）に要求する。その場合、両社の契約によってはその数値がSLAとして設定され、一定期間未達成の場合には業務受託側が賠償責任を負うこともある。

- コールセンターに電話をかけた際、「只今混雑しています」とのガイダンスが流れてすぐにつながらないことがあるが、ガイダンス中に電話を切ってしまうと呼損となり、応答率が下がる（＝呼損率が上がる）こととなる。

- 応答率を高めるため、コールセンターにおいては、スーパーバイザーが中心となり、スタッフの増強やスタッフ教育の強化、顧客管理や入電管理などの各種システムの改善に力を注いでいる。

## その他の管理指標
- コールセンターによっては、さらに細かく、着信から一定時間（例：20秒）内に応答した数を「時間内応答率」として管理する場合がある。

- コールセンターによっては、応答率ではなく、その逆の数値となる呼損率（こそんりつ）、つまり入電数に対しオペレータが対応できなかった数の割合で管理する場合もある。

- ネットワーク技術の世界においては、呼損率をアーラン式で計算する。コールセンターにおいて応答率・呼損率を一定基準以上（以下）に保つためには入電数に対する必要席数（ブース数）の算出が重要で、その際にはアーラン式の考えを用いることができるが、現場で”アーラン”という言葉を使うことは少ない。